# Claudia Kim
Kim Soo-hyun (hangul: 김수현; hanja: Gim Su-hyeon; rr: Kim Suhyŏn; 25 de janeiro de 1985), também conhecida como Claudia Kim (hangul: 클로디아 킴; rr: Keullaudia Gim; MR: K'ŭllaudia Kim), é uma atriz e modelo sul-coreana. No Ocidente, ela participou de filmes como Avengers: Age of Ultron (2015), A Torre Negra (2017) e Fantastic Beasts: The Crimes of Grindelwald (2018), já em séries de televisão, ela é mais lembrada por Queen of the Game (2006–2007), Gyeongseong Creature (2023–presente) e The Atypical Family (2024).

## Início da vida
Kim nasceu com o nome Kim Soo-hyun na Coreia do Sul, em 25 de janeiro de 1985. Ela passou seis anos da sua infância em Nova Jersey, antes de voltar para a Coreia do Sul. Ela sonhava quando criança em se tornar uma advogada internacional, e no ensino médio ela esperava se tornar âncora de TV, após assistir na Ásia, Karuna Shinsho, âncora da CNN. Ela completou seus estudos no exterior para continuar seu sonho de se tornar âncora e ingressou na Universidade de Mulheres Ewha com especialização em Estudos Internacionais. Enquanto estava matriculada, ela trabalhou como repórter e locutora, por três anos, no jornal de língua inglesa de sua escola, Ewha Voice. Ela também trabalhou como repórter estagiária para o jornal The Korea Times e a emissora Arirang TV.

## Carreira
Os interesses de Kim por música, cinema e outros áreas artísticas a levaram a participar de uma competição de modelos em 2005, no qual ela ganhou o prêmio principal. Kim foi a primeira vencedora do prêmio que nunca havia trabalhado como modelo.
Quando o produtor Oh Se-kang viu Kim em um talk show matinal, ele decidiu estrear Kim como atriz na série de televisão Queen of the Game (2006). Kim interpretou Park Joo-won, amiga de Lee Shin-jeon (Joo Jin-mo), que nutre uma paixão secreta pelo colega, e trabalha como advogada internacional de um escritório de advocacia. Por seu desempenho, ela ganhou o Prêmio Nova Estrela no SBS Drama Awards de 2006.

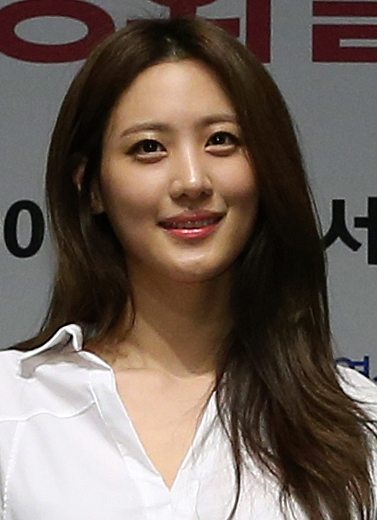
Kim em 2014

Nos próximos anos, Kim passaria a ter vários papéis coadjuvantes, como no drama médico Brain (2011) e na comédia de espionagem 7th Grade Civil Servant (2013), mas ela quebrou o o ciclo ao atuar como protagonista na sitcom Standby (2012). Kim ganhou atenção internacional por seus papéis em Marco Polo (2014) e em Avengers: Age of Ultron (2015).
Kim interpretou Nagini no filme Fantastic Beasts: The Crimes of Grindelwald de 2018.
Em março de 2021, Kim assinou um contrato com a agência YG Entertainment.
Em 2023, Kim apareceu no drama histórico ambientado em 1945, Gyeongseong Creature, que foi ao ar na Netflix.

## Vida pessoal
Kim se casou com o empresário coreano-americano, Matthew Shampine, em 14 de dezembro de 2019, no Hotel Shilla em Seul. Kim é uma pescetariana.
Em abril de 2020, ela anunciou que estava esperando seu primeiro filho e que estava grávida de 15 semanas. Em 1º de outubro, ela deu à luz a uma menina.

## Filmografia

### Filmes
| Ano  | Título                                      | Papel           | Notas                         | Ref.          |
| ---- | ------------------------------------------- | --------------- | ----------------------------- | ------------- |
| 2015 | Avengers: Age of Ultron                     | Helen Cho       |                               | [ 20 ] [ 21 ] |
| 2015 | Equals                                      | The Collective  | Voz                           | [ 22 ]        |
| 2017 | A Torre Negra                               | Arra Champignon |                               | [ 23 ]        |
| 2018 | Fantastic Beasts: The Crimes of Grindelwald | Nagini          |                               | [ 24 ] [ 25 ] |
| 2023 | A Normal Family                             | Jisoo           | Primeiro filme coreano de Kim | [ 26 ]        |

### Séries de televisão
| Ano       | Título                  | Papel         | Transmissão | Ref.   |
| --------- | ----------------------- | ------------- | ----------- | ------ |
| 2006-2007 | Queen of the Game       | Park Joo-won  | SBS         |        |
| 2010      | The Fugitive: Plan B    | Sophie        | KBS2        |        |
| 2011      | Romance Town            | Hwang Joo-won | KBS2        |        |
| 2011-2012 | Brain                   | Mc Yoo-jin    | KBS2        |        |
| 2012      | Standby                 | Kim Soo-hyun  | MBC         |        |
| 2013      | 7th Grade Civil Servant | Kim Mi-rae    | MBC         | [ 27 ] |
| 2014-2016 | Marco Polo              | Khutulun      | Netflix     | [ 28 ] |
| 2016      | Monster                 | Yoo Sung-ae   | MBC         | [ 29 ] |
| 2021      | Chimera                 | Yoo-jin       | OCN         | [ 30 ] |
| 2022      | Behind Every Star       | Ela mesma     | Cameo       | [ 31 ] |
| 2024      | The Atypical Family     | Bok Dong-hee  | JTBC        | [ 32 ] |

### Webséries
| Ano       | Título               | Papel        | Notas          | Ref.   |
| --------- | -------------------- | ------------ | -------------- | ------ |
| 2023–2024 | Gyeongseong Creature | Yukiko Maeda | Temporadas 1-2 | [ 33 ] |

## Prêmios e indicações
| Ano  | Prêmio                           | Categoria                                         | Trabalho indicado | Resultado       | Ref.        |
| ---- | -------------------------------- | ------------------------------------------------- | ----------------- | --------------- | ----------- |
| 2005 | Coreia-China Concurso Supermodel | —                                                 | —                 | Empate 1º lugar | [ 5 ] [ 6 ] |
| 2006 | SBS Drama Awards                 | Prêmio Nova Estrela                               | Queen of the Game | Venceu          | [ 34 ]      |
| 2012 | MBC Entertainment Awards         | Prêmio de Excelência, Atriz em uma Comédia/Sitcom | Standby           | Venceu          | [ 35 ]      |